# Vladike
Vladiken (tschechisch Vladyka) oder auch Lechen waren ein eigener Stand der mittelalterlichen und frühneuzeitlichen tschechischen Gesellschaft. Ursprünglich bildeten sie die relativ breite Schicht der freien, Waffen tragenden Landbesitzer. Vermutlich gab es Vladiken schon zur Zeit der  in Böhmen und Mähren siedelnden westslawischen Stämmen, nicht jedoch unter der später zugewanderten deutschen Bevölkerung Böhmens.
Seit der Entstehung des böhmischen Königtums verloren die Vladiken an Bedeutung, denn es bildete sich der eigentliche tschechische Adel aus Herren und Rittern heraus. Ein Teil der Vladiken stieg in den Ritterstand auf, andere sanken zu unfreien Bauern herab. Auch im Spätmittelalter blieben die Vladiken aber persönlich frei, und sie konnten bäuerliche Untertanen haben. Bei der Besteuerung bildeten sie eine eigene Gruppe. Anders als der eigentliche Adel der böhmischen Länder waren sie aber nicht zur Teilnahme an den Landtagen berechtigt. Erhebungen in den Vladikenstand kamen auch im 16. Jahrhundert noch vor. 
Die tschechischen Vladiken sind mit den ebenfalls von der Masse der untertänigen Bevölkerung abgehobenen Lehnbauern oder Freibauern in anderen mittelalterlichen Territorien vergleichbar.